# Hisham Fansa
Hisham Fansa (* 1969 in Hannover) ist ein deutscher Chirurg und Hochschullehrer.

## Leben
Fansa schloss das Studium der Medizin an der Medizinischen Hochschule Hannover und an der University of Western Ontario 1994 mit dem Staatsexamen ab. Im Folgejahr wurde er an der Medizinischen Hochschule Hannover zum Dr. med. promoviert. 2001 habilitierte er sich an der Otto-von-Guericke-Universität Magdeburg. 2016 erfolgte die Umhabilitation an die Technische Universität München. Das berufsbegleitende Studium „Health Care Management“ an der FHW Berlin schloss er 2009 mit dem MBA ab.
Nach Stationen an der Otto-von-Guericke-Universität Magdeburg und der University of Utah in Salt Lake City ist Fansa seit 2003 Chefarzt an der Klinik für Plastische, Wiederherstellungs- und Ästhetische Chirurgie – Handchirurgie am Klinikum Bielefeld und praktizierte bis 2019 in München. Seit 2019 ist Fansa Chefarzt für Plastische Chirurgie am Spital Zollikerberg. Von 2011 bis 2013 war er Präsident der Deutschen Gesellschaft für Wundheilung und Wundbehandlung e. V.
Fansa wirkte in der bei Sat.1 ausgestrahlten Doku-Soap Mein schrecklich schöner Körper mit.

## Familie
Fansa ist Sohn des deutsch-syrischen Prähistorikers und Museumsdirektors Mamoun Fansa.

## Werke
- gemeinsam mit Götz Penkert: Periphal Nerve Lesions. Springer Verlag, Berlin / Heidelberg, 2004, ISBN 978-3-540-44394-0.
- gemeinsam mit Christoph Heitmann: Brustchirurgie. Springer Verlag, Berlin / Heidelberg, 2018, ISBN 978-3-662-57390-7.
- gemeinsam mit Christoph Heitmann: Breast Reconstruction with Autologous Tissue. Springer International Publishing 2019, ISBN 978-3-319-95467-7.